# Partit del Poble Treballador per al Millorament
El Partit del Poble Treballador per al Millorament (bosnià i croat: Narodna Stranka Radom za Boljitak) és un partit polític multiètnic de Bòsnia i Hercegovina, que gaudeix del suport de tots els grups ètnics, però la majoria dels seus membres i els votants són croats. Fou fundat el 2001 per Mladen Ivanković-Lijanović, de Široki Brijeg.

## Ideologia
Segons l'article 2 dels estatut dels partit promou els següents principis:
- Protegir i preservar la sobirania i la integritat territorial de Bòsnia i Hercegovina dins les seves fronteres acceptades internacionalment;
- Donar forma a un Estat democràtic i social modern, amb Parlament multipartidista del Parlament i amb la divisió de l'autoritat en poder legislatiu, executiu i judicial;
- Protegir i aconseguir la llibertat i els drets de tot ésser humà independentment de la seva diferència de nacionalitat, religió, política, racial, propietat, o qualsevol altre tipus
- Assolir l'economia de lliure mercat i la iniciativa privada, i la política social, d'acord amb els principis i les normes d'Europa occidental;
- Desenvolupar l'economia com una base per a accelerar la renovació i creixement del país en tots els seus segments;
- Crear noves places de treball o disminuir el nombre de persones desocupades;
- Retorn dels refugiats i persones desplaçades a les seves llars d'abans de la guerra tan ràpid com sigui possible;
- Aturar la tendència negativa dels joves i experts a emigrar del país;
- Crear les condicions per a la vida saludable a través de conservació de la natura i la protecció del medi ambient humà.

## Eleccions de 2006
A les eleccions generals de Bòsnia i Hercegovina de 2006 el partit va obtenir;
- 1 de 42 escons a la Cambra de Representants de Bòsnia i Hercegovina.
- 3 dels 98 escons a la Cambra de Representants de la Federació de Bòsnia i Hercegovina
- 2 de 35 escons a l'assemblea del cantó de Tuzla
- 2 de 21 escons a l'assemblea del cantó de Posavina
- 2 dels 23 escons en l'Assemblea del Cantó d'Hercegovina Occidental
- 1 dels 35 escons a l'assemblea del cantó de Zenica-Doboj
- 1 dels 25 escons a l'assemblea del cantó de Podrinje Bosnià
- 1 dels 30 escons a l'assemblea del Cantó de Bòsnia Central
- 1 de 10 escons a l'Assemblea del Cantó 10